# 印度的尼日利亞人
印度的尼日利亞人，是該國最大的非洲社區之一。截至2013年11月，約有50,000名尼日利亞人在印度生活和工作。他們住在新德里、孟買、金奈、班加羅爾、果阿和齋浦爾等城市。共有約50000人。

## 人口
估計有2500人生活在新德里、3000人生活在班加羅爾、9000人生活在果阿，其他4000人生活在印度各地。但無論是警察還是尼日利亞高級委員會都沒有關於目前居住在印度的尼日利亞人數的詳細信息。 在Munirka，Uttam Nagar和Mukherjee Nagar等幾個未經授權的地方也發現了許多尼日利亞人。

## 內部關係
尼日利亞人在印度社會中有一個負面的公眾形象，因為一些尼日利亞人參與了在印度的非法活動，如販毒、吸毒、賣淫、行騙和偽造旅行證件，如護照和簽證，販運被盜文件。在印度各地的監獄裡，還有500多名已知的尼日利亞人。

## 組織
全印度尼日利亞學生和社區協會（AINSCA）是尼日利亞駐印度大使館的非官方機構，幫助居住在印度的社區成員。它與德里警方積極聯絡，逮捕社區中不法分子。